# 유라시아 경제 연합의 기

유라시아 경제 연합의 기

유라시아 경제 연합의 기는 2015년 1월 1일에 제정되었다. 하얀색 바탕에 유라시아 경제 연합의 엠블럼이 그려져 있다.